# Gene Hartley
 Gene Hartley  és un pilot estatunidenc de curses automobilístiques nascut el 28 de gener del 1926 a Roanoke, Indiana.
Gene Hartley va córrer a la Champ Car a les temporades 1950 i 1952-1962 incloent-hi la cursa de les 500 milles d'Indianapolis d'aquests anys excepte les de 1951, 1955 i 1958.

Hartley va morir el 13 de març del 1993 a Roanoke, Indiana.

## Resultats a la Indy 500
| Any    | Cotxe  | Sortida | Vel. mitja | Ranking | Final  | Voltes | V. líder | Retirat         |
| ------ | ------ | ------- | ---------- | ------- | ------ | ------ | -------- | --------------- |
| 1950   | 75     | 31      | 129.213    | 32      | 16     | 128    | 0        | Flagged         |
| 1952   | 67     | 18      | 134.343    | 24      | 28     | 65     | 0        | Tub de combust. |
| 1953   | 41     | 13      | 137.263    | 9       | 28     | 53     | 0        | Accident        |
| 1954   | 31     | 17      | 139.061    | 10      | 23     | 168    | 0        | Motor           |
| 1956   | 82     | 22      | 142.846    | 15      | 11     | 196    | 0        | a 4 voltes      |
| 1957   | 22     | 14      | 141.271    | 16      | 10     | 200    | 0        | Va acabar       |
| 1959   | 88     | 9       | 143.575    | 10      | 11     | 200    | 0        | Va acabar       |
| 1960   | 48     | 24      | 143.896    | 16      | 14     | 196    | 0        | a 4 voltes      |
| 1961   | 28     | 15      | 144.817    | 22      | 11     | 198    | 0        | a 2 voltes      |
| 1962   | 67     | 20      | 146.969    | 15      | 32     | 17     | 0        | Accident        |
| Totals | Totals | Totals  | Totals     | Totals  | Totals | 1421   | 0        |                 |

| Curses       | 10 |
| Poles        | 0  |
| Voltes líder | 0  |
| Victòries    | 0  |
| Top 5        | 0  |
| Top 10       | 1  |
| Retirades    | 4  |

## A la F1
El Gran Premi d'Indianapolis 500 va formar part del calendari del campionat del món de la Fórmula 1 entre les temporades 1950 a la 1960.
Els pilots que competien a la Indy durant aquests anys també eren comptabilitzats pel campionat de la F1.
Gene Hartley va participar en 8 curses de F1, debutant al Gran Premi d'Indianapolis 500 del 1950.

### Palmarès a la F1
- Participacions: 8
- Poles: 0
- Voltes Ràpides: 0
- Victòries: 0
- Podiums: 0
- Punts vàlids per la F1: 0